# ジェットレール
ブラニフ・ジェットレール・ファストパーク・システム（英: Braniff Jetrail Fastpark System）は、かつてアメリカ合衆国テキサス州ダラスにあるダラス・ラブフィールド空港にて、1970年4月18日から1974年1月13日まで運行されていた懸垂式モノレールである。
当システムは、イリノイ州シカゴのスタンレイ・コーポレーションによって建設され、旅客および荷物を遠く離れた駐車場から空港ターミナルへと輸送するために、ブラニフ国際航空によって運行されていた。
ジェットレールは、世界初の完全自動化されたモノレール輸送システムであった。
1974年1月13日に、ブラニフ国際航空がダラス・フォートワース国際空港へ移管したときに、当システムは運行停止となった。

## 歴史

### システムおよび運行
ジェットレールは、カリフォルニア州ロサンゼルスのモビリィティ・システムズ・コントロールの社長であるジョージ・アダムスによって考案および設計されたものであった。ブラニフ国際航空は、1,300mの遠く離れた駐車場からブラニフ国際航空の新たな「将来のターミナル」へと人を運搬する、安価な自動化システムを望んでいた。
200万ドル (US$) の当システムは、手荷物を加えた旅客定員が10人（座席6人および立席4人）となる、完全な空調および暖房装置付きで車両長3.7m (12ft)の懸垂式ジェットレール旅客客車の10両から成っていた。各客車は、ブラニフ国際航空のジェット旅客機の塗装に合わせた鮮やかな色に塗装されていた。
配色は、建築家、デザイナーであるアレキサンダー・ジラードおよびハーパー&ジョージのニューヨーク市の設計会社によって設計された。2両の別々の全手荷物車両も使用されており、旅客が車両に乗り込む前に荷物を確認することができた。
列車は平均速度20.92km/h、10 - 20秒の間隔で運行することができた。

### ジェットレールの駅
当システムは、延長2,600m (8,400ft)の1つの閉塞環状線から成っており、6つのポイントがある地上から高さ7.6m (25ft)の高架となっていた。
車両保管および維持保守のためのバイパス・トラックは、環状線の各端部にあった。
駅は、各環状線の端部にあり、一方は駐車場、もう一方はコンコース・ゲートの近くにあった。
3つ目の駅は、手荷物受取所の横の駐車場との境界線上にあった。
総移動時間は平均3.5分であり、置き換えられたバスおよび自動車より非常に速かった。

### 旅客利用状況
運行初年度は旅客数400万人およびサービス最終年度は旅客数250万人の利用者数があり、ブラニフ国際航空の旅客の47%は当システムを利用していた。
当システムの寿命までに、ジェットレールは10,000,000人以上の旅客を移動していた。
当システムは、印象的な年間500,000車両マイルを記録しており、かつ99.9%の信頼性で運行されていた。

### 旅客選択式自動制御
ジェットレールは、エレベーター型ボタンで自動的に制御され、最軽量ガイドウェイを構築できることを実証し、車両を十分にサポートしていた。
当初は回転型誘導電動機が搭載されており、当システムは後にリニア誘導モーター (LIM) 推進へと適合させた。
2台の回転型誘導電動機および関連する機械的駆動システムを、400ポンドの推力を生成している1つのLIMと交換することにより、1tのシャトル車両を軽量化し、1つのLIMは27.36 - 57.94km/h (17 - 36mph)に車両速度を増加させた。

### ジェットレール閉鎖後の利用案
1974年1月に、ブラニフ国際航空は大部分の業務を新しいダラス・フォートワース国際空港へと移管しており、それが非常に成功した運行の4年後にジェットレール・サービスの閉鎖へと繋がった。
閉鎖後まもなく、1975年にジェットレール・ファストパーク・サテライト・ターミナルはマルチレベルのディスコに変わった。
テキサス州ウェーコ市は、都市プロジェクトのために当システムを利用することを検討したが、その考えは後に断念された。
テネシー州メンフィスのホテルもまた、当システムの購入を検討したが、当システムは十分な長さではなかった。
買い手がないまま、ジェットレール・システムは1978年中に解体された。